# Mistrzostwa Afryki w Strzelectwie 1997
Mistrzostwa Afryki w Strzelectwie 1997 – piąte mistrzostwa Afryki w strzelectwie, które rozegrano w południowoafrykańskim Bloemfontein. 
Rozegrano trzynaście konkurencji męskich i cztery konkurencje żeńskie. Medale na tych mistrzostwach zdobywali przedstawiciele trzech reprezentacji. Zawody wyraźnie zdominowali strzelcy z południa Afryki, którzy zdobyli 37 spośród 51 medali. W zawodach kobiet reprezentantki tego kraju zdobyły wszystkie 12 medali. Na podium tychże mistrzostw stawali jeszcze reprezentanci Egiptu (12 medali) oraz Namibijczycy (2 medale). Najwięcej medali zdobył Daniel van Tonder z RPA (3).

## Klasyfikacja medalowa
Gospodarze mistrzostw
| Pozycja | Kraj              | Złoto | Srebro | Brąz | Łącznie |
| ------- | ----------------- | ----- | ------ | ---- | ------- |
| 1       | Południowa Afryka | 12    | 11     | 14   | 37      |
| 2       | Egipt             | 4     | 5      | 3    | 12      |
| 3       | Namibia           | 1     | 1      | 0    | 2       |

## Medaliści

### Mężczyźni
| Konkurencja                               | Złoto               | Wynik              | Srebro             | Wynik              | Brąz                 | Wynik              |
| Karabin dowolny leżąc, 50 metrów          | Gavin van Rhyn      | 589+101,3 (690,3)  | Jan Vorster        | 590+98,1 (688,1)   | Michael Thiele       | 583+103,8 (686,8)  |
| Karabin dowolny leżąc, 300 metrów         | Martin Senore       | 573                | Peter Bramley      | 571                | Du Jacobs            | 568                |
| Karabin pneumatyczny, 10 metrów           | Muhammad Abd Allah  | 590+102,0 (692,0)  | Paul Clinton       | 582+100,5 (682,5)  | Radża’i Imara        | 580+99,9 (679,9)   |
| Pistolet standardowy, 25 metrów           | Leon Malherbe       | 561                | Friedhelm Sack     | 560                | Daniel van Tonder    | 559                |
| Pistolet pneumatyczny, 10 metrów          | Daniel van Tonder   | 580+99,7 (679,7)   | Lu’ajj Karram      | 574+97,6 (671,6)   | Lourens Brandt       | 564+103,8 (667,8)  |
| Karabin dowolny, trzy pozycje, 50 metrów  | Jaco Henn           | 1139+94,3 (1233,3) | Muhammad Abd Allah | 1121+97,5 (1218,5) | Corne Basson         | 1119+93,3 (1212,3) |
| Karabin dowolny, trzy pozycje, 300 metrów | Muhammad Amir       | 1049               | Du Jacobs          | 1032               | Radża’i Imara        | 1026               |
| Pistolet dowolny, 50 metrów               | Daniel van Tonder   | 551+91,3 (642,3)   | Tarik Zaki         | 542+89,5 (631,5)   | Barend van den Bergh | 536+87,7 (623,7)   |
| Pistolet szybkostrzelny, 25 metrów        | Imad al-Dżindi      | 563+97,7 (660,7)   | Allan McDonald     | 568+92,0 (660,0)   | Stefanus van Emmenis | 562+93,8 (655,8)   |
| Pistolet centralnego zapłonu, 25 metrów   | Frederik van Tonder | 582                | Muhammad as-Sajjid | 577                | Lu’ajj Karram        | 573                |
| Trap                                      | Mathys Potgieter    | 113+25 (138)       | Tarik Sabit        | 116+20 (136)       | Zacharias Cilliers   | 113+22 (135)       |
| Trap podwójny                             | Adham Midhat        | 132+41 (173)       | Richard Westley    | 130+40 (170)       | Frans Swart          | 128+38 (166)       |
| Skeet                                     | Wilfred Muller      | 114+25 (139)       | Melville Hains     | 116+23 (139)       | Joseph Lebos         | 115+24 (139)       |

### Kobiety
| Konkurencja                              | Złoto                   | Wynik            | Srebro               | Wynik            | Brąz                 | Wynik            |
| Karabin pneumatyczny, 10 metrów          | Val Martin              | 378+97,9 (475,9) | Donne Potgieter      | 375+93,1 (468,1) | Talita Roets         | 368+92,1 (460,1) |
| Pistolet pneumatyczny, 10 metrów         | Helena Levy             | 372+96,4 (468,4) | Francina van Tonder  | 370+88,9 (458,9) | Annemarie Steenekamp | 359+93,7 (452,7) |
| Karabin dowolny, trzy pozycje, 50 metrów | Donne Potgieter         | 557+82,5 (639,5) | Isebel Meyer         | 546+82,3 (628,3) | Ronel Raaths         | 542+75,4 (617,4) |
| Pistolet dowolny, 25 metrów              | Patricia van der Wilden | 564+96,9 (660,9) | Annemarie Steenekamp | 552+93,8 (645,8) | Francina van Tonder  | 551+94,7 (645,7) |